# Impatiens iteberoensis
Impatiens iteberoensis är en balsaminväxtart som beskrevs av Rudolf Wilczek och G. M. Schulze. Impatiens iteberoensis ingår i släktet balsaminer, och familjen balsaminväxter. Inga underarter finns listade i Catalogue of Life.